# Municipio de Field (Minnesota)
El municipio de Field (en inglés: Field Township) es un municipio ubicado en el condado de St. Louis en el estado estadounidense de Minnesota. En el año 2010 tenía una población de 391 habitantes y una densidad poblacional de 2,79 personas por km².

## Geografía
El municipio de Field se encuentra ubicado en las coordenadas 47°52′11″N 92°46′18″O / 47.86972, -92.77167. Según la Oficina del Censo de los Estados Unidos, el municipio tiene una superficie total de 140.34 km², de la cual 140,32 km² corresponden a tierra firme y (0,02 %) 0,03 km² es agua.

## Demografía
Según el censo de 2010, había 391 personas residiendo en el municipio de Field. La densidad de población era de 2,79 hab./km². De los 391 habitantes, el municipio de Field estaba compuesto por el 95,65 % blancos, el 0,26 % eran afroamericanos, el 2,56 % eran amerindios y el 1,53 % eran de una mezcla de razas. Del total de la población el 0 % eran hispanos o latinos de cualquier raza.